# DJ Yamazon
DJ Yamazon（ディージェイヤマゾン）は、日本のDJ、トラックメイカー、音楽プロデューサー、シンガーソングライター。兵庫県出身。

## 活動歴
高校生の頃、海外のDJ、マシュメロに憧れリミックスから活動を開始。 マシュメロの "Alone" のリミックスをSoundCloudに公開したところ2.6万回再生され、SoundCloudのダウンロード上限回数の上限を記録。マシュメロの目に留まり、直々にメッセージ、リツイート、いいねを貰った。音楽アカウントとは別に、Yamazonのプライベートアカウントまで何気ないツイートにマシュメロが反応するなど、交流がとても深いこともあった。 それらをきっかけに本格的に活動を開始。2018年、アメリカのワシントンD.C.を拠点とするSimplify Recordingsとの契約後オリジナル曲 "Miss U" をリリース。海外のDJ含めたくさんのリスナーに賞賛された。2019年「BFF」をリリース。Spotifyでは、5万回以上も再生され、LINE MUSICでは、週間人気曲ランキングにランクイン。自身が初めて日本語でリリックを書き、ダンスミュージック制作の経験を屈指。トラックメイク、作詞、レコーディングまで全てYamazon自身で完成。2020年より、自身のレーベル "ZonKettle Music by Zon Group" を運営しながら活動している。 

## リリース
- 2015年
  - 「Starting Now (Original Mix)」
- 2016年
  - 「Marshmallo - Alone (Yamazon Remix)」
- 2017年
  - 「Passion」
  - 「Magic」
  - 「I'm Sad」
- 2018年
  - 「Fade It」
  - 「Growth」
- 2019年
  - 「BFF」「BFF (7emo Mix)」「BFF (VIP Mix)」「BFF (Acoustic)」
- 2020年
  - 「2YUT0」「2YUT0 (VIP Mix)」「2YUT0 (Acoustic)」
- 2021年
  - 「I Wanna See U Again」「I Wanna See U Again (Acoustic)」
  - 「Rise」「Rise (Summer Mix)」「Rise (VIP Mix)」「Rise (Acoustic)」
  - 「依存」「依存 (VIP Mix)」「依存 (Acoustic)」
- 2022年
  - 「Rise (Hyperpop Mix)」「Rise (Orchestra Version)」
  - 「依存 (2022 Remastered)」